# Ray Cline
Ray Steiner Cline (4 de junio de 1918 – 16 de marzo de 1996) fue un oficial de la Central Intelligence Agency (CIA), más conocido por ser el analista jefe durante la crisis de los misiles de Cuba (1961).

## Biografía
Ray S. Cline nació en Anderson Township (condado de Clark County, Illinois) en 1918 y criado en Terre Haute ( Indiana), graduado por la Wiley High School en 1935. 
Realizó estudios universitarios en la Universidad de Harvard y obtuvo el bachelor's degree y el Ph.D. de Harvard.
Cline jugó un rol destacado en la formación de World League for Freedom and Democracy en 1966.